# Sixto
Sixto war eine Masseneinheit (Gewichtsmaß) in Bolivien.
- 1 Sixto = 2 1/3 Arrobas = 26,838751 Kilogramm[1]
- 1 Sixto = 4 Viertel = 16 Metzen
- 12 Sixto = 7 Quintales = 28 Arrobas